# Copa das Confederações da CAF de 2009
Foi a sexta edição da competição. O Stade Malien do Mali conquistou seu primeiro título internacional fazendo história para seu país.

## Equipes Classificadas
| Associação                                                        | Equipe                                                            |
| Associações elegíveis para entrar com duas equipes (Ranking 1–10) | Associações elegíveis para entrar com duas equipes (Ranking 1–10) |
| ----------------------------------------------------------------- | ----------------------------------------------------------------- |
| Tunísia                                                           | - Sfaxien(atual campeã) - Stade Tunisien - EGS Gafsa              |
| Argélia                                                           | - JSM Béjaïa - Sétifienne                                         |
| Camarões                                                          | - Aigle Royal - Union Douala                                      |
| Costa do Marfim                                                   | - SOA - JS Abidajan                                               |
| Senegal                                                           | - Diaraf - Yakaar                                                 |
| República Democrática do Congo                                    | - Bukavu Dawa - Vita                                              |
| Nigéria                                                           | - Bayelsa United - Ocean Boys                                     |
| Angola                                                            | - Recreativo do Libolo - Santos                                   |
| Egito                                                             | - ENPPI - Haras El Hodood                                         |
| Líbia                                                             | - Al Ahly Benghazi - Khaleej Sirt                                 |
| Associações elegíveis para entrar com uma equipes (Ranking 11–34) |                                                                   |
| Marrocos                                                          | - Maghreb Fez                                                     |
| África do Sul                                                     | - Mamelodi Sundowns                                               |
| Sudão                                                             | - Hay Al Arab                                                     |
| Zâmbia                                                            | - Red Arrows                                                      |
| Ruanda                                                            | - APR                                                             |
| Zimbabwe                                                          | - CAPS United                                                     |
| Mali                                                              | - Stade Malien                                                    |
| Guiné                                                             | - Satélite                                                        |
| Chade                                                             | - Tourbillon                                                      |
| República do Congo                                                | - 57 Tourbillon                                                   |
| Burquina Fasso                                                    | - Ouagadougou                                                     |
| Gabão                                                             | - USM Libreville                                                  |
| Ilhas Maurícias                                                   | - Vacoas Phoenix                                                  |
| Essuatíni                                                         | - Malanti Chiefs                                                  |
| Quênia                                                            | - Gor Mahia                                                       |
| Zanzibar                                                          | - Mundu                                                           |
| Uganda                                                            | - Victors                                                         |
| Moçambique                                                        | - Muçulmano                                                       |
| Madagáscar                                                        | - Adema                                                           |
| Libéria                                                           | - Mighty Borrole                                                  |
| Burundi                                                           | - Vital'O                                                         |
| Níger                                                             | - ASFAN                                                           |
| Benim                                                             | - Benfica                                                         |
| Tanzânia                                                          | - Prisons                                                         |

## Rodadas de qualificação

### Fase pré-eliminatória
Os jogos de ida acontece nos dias 30 de janeiro/ 1 de fevereiro e os jogos de volta 13-15 de fevereiro
| Equipe 1       | Total      | Equipe 2         | 1.º jogo | 2.º jogo |
| -------------- | ---------- | ---------------- | -------- | -------- |
| Ouagadougou    | 1-1(g.f)   | Diaraf           | 0-0      | 1-1      |
| Bukuavu Dawa   | 4-4 (g.f)  | 57 Tourbillon    | 3-3      | 1-1      |
| Tourbillon     | 4-1        | Vital'O          | 4-0      | 0-1      |
| USM Libreville | 2-1        | ASFAN            | 2-1      | 0-0      |
| Hay Al Arab    | 1-1 (2–3p) | Al Ahly Benghazi | 0-1      | 1-0      |
| Benfica        | 1-3        | Yakaar           | 1-2      | 0-1      |
| Prisons        | 0-6        | Khaleej Sirt     | 0-2      | 0-4      |
| Mighty Barolle | 1-4        | SOA              | 0-2      | 1-2      |
| Vacoas Phoenix | 2-1        | Adema            | 1-1      | 1-0      |
| Muçulmano      | 2-5        | Malanti Chiefs   | 1-0      | 1-5      |
| Victors        | 0-3        | CAPS United      | 0-2      | 0-1      |
| Red Arrows     | 7-0        | Mundu            | 6-0      | 1-0      |
| Gor Mahia      | 0-6        | APR              | 0-5      | 0-1      |

### Primeira pré-eliminatória
Primeira partida 13-15 de março e a segunda 3-5 abril 2009
| Equipe 1       | Total      | Equipe 2          | 1.º jogo | 2.º jogo |
| -------------- | ---------- | ----------------- | -------- | -------- |
| Ouagadougou    | 2-3        | Aigle Royal       | 2-1      | 0-2      |
| 57 Tourbillon  | 0-1        | Bayelsa United    | 0-0      | 0-1      |
| Tourbillon     | 3-5        | Union Douala      | 1-2      | 2-3      |
| USM Libreville | 2-5        | Santos            | 0-1      | 2-4      |
| Sfaxien        | 5-3        | Al Ahly Benghazi  | 4-1      | 1-2      |
| Satélite       | 2-5        | JS Abidajan       | 1-2      | 1-3      |
| Yakaar         | 2-5        | JSM Bejaïa        | 1-1      | 1-4      |
| Stade Tunisien | 0-2        | Stade Malien      | 0-0      | 0-2      |
| Khaleej Sirt   | 0-6        | Sétifienne        | 0-1      | 0-5      |
| SOA            | 3-6        | Recreativo Libolo | 0-1      | 3-5      |
| Vacoas Phoenix | 1-9        | Mamelodi Sundowns | 0-3      | 1-6      |
| Malanti Chiefs | 1-6        | Vita              | 1-3      | 0-3      |
| CAPS United    | 1-2        | ENPPI             | 0-0      | 1-2      |
| Red Arrows     | 2-2 (3–2p) | Ocean Boys        | 2-0      | 0-2      |
| APR            | 0-2        | Haras El Hodood   | 0-0      | 0-2      |
| Maghreb Fez    | 1-2        | EGS Gafsa         | 1-1      | 0-1      |

### Segunda pré-eliminatória
1º jogo 17-19 de abril e o segundo  1-3 de maio
| Equipe 1          | Total        | Equipe 2             | 1.º jogo | 2.º jogo |
| ----------------- | ------------ | -------------------- | -------- | -------- |
| Aigle Royal       | 1–5          | Bayelsa United       | 1–0      | 0–5      |
| Union Douala      | 1–5          | Santos               | 1–1      | 0–4      |
| Sfaxien           | 3–0          | JS Abidajan          | 2–0      | 1–0      |
| JSM Bejaïa        | 1–1 (12–13p) | Stade Malien         | 1–0      | 0–1      |
| Sétifienne        | (g.f)5–5     | Recreativo do Libolo | 4–0      | 1–5      |
| Mamelodi Sundowns | 2–3          | Vita                 | 2–2      | 0–1      |
| ENPPI             | 4–3          | Red Arrows           | 4–0      | 0–3      |
| Haras El Hodood   | 6–1          | EGS Gafsa            | 3–0      | 3–1      |

## Play Off
Primeiro jogo 17-19 maio e o segundo 29-31 maio. Os vencedores vão para a fase de grupos.
| 1° de Agosto | Al Ahly   | Djoliba      | KCCA            |
| Cotonsport   | Khemisset | ASEC Mimosas | Al Ahly Tripoli |

| Equipe 1        | Total     | Equipe 2        | 1.º jogo | 2.º jogo |
| --------------- | --------- | --------------- | -------- | -------- |
| Al-Ahly         | 3–3(5-6p) | Santos          | 3–0      | 0–3      |
| ASEC Mimosas    | 2–2(a)    | ENPPI           | 2–2      | 0–0      |
| Sétifienne      | 3–3(4-3p) | Djoliba         | 3–1      | 1–3      |
| Cotonsport      | 3–3(a)    | Vita            | 3–1      | 0–2      |
| Al Ahly Tripoli | 1–2       | Haras El Hodood | 0–0      | 1–2      |
| KCCA            | 3–5       | Bayelsa United  | 3–1      | 0–4      |
| Khemisset       | 2–4       | Stade Malien    | 1–1      | 1–3      |
| 1° de Agosto    | 2–2(5-4p) | Sfaxien         | 2–0      | 0–2      |

## Fase de grupos
Os grupos desta fase já estavam sorteados antes da ultima fase. Os vencedores de cada chave já sabiam o grupo em que iam ficar. Então os grupos ficaram assim:

### Grupo A
| Clube      | pld | V | E | D | GF | GS | SG | Pts |
| ---------- | --- | - | - | - | -- | -- | -- | --- |
| Sétifienne | 6   | 3 | 0 | 3 | 14 | 9  | +5 | 9   |
| ENPPI      | 6   | 3 | 0 | 3 | 13 | 10 | +3 | 9   |
| Vita       | 6   | 3 | 0 | 3 | 7  | 7  | 0  | 9   |
| Santos     | 6   | 3 | 0 | 3 | 3  | 11 | −8 | 9   |

|            | ENP | ESS | SAN | VIT |
| ---------- | --- | --- | --- | --- |
| ENPPI      | –   | 3–4 | 4–0 | 3–1 |
| Sétifienne | 1–3 | –   | 6–0 | 2–0 |
| Santos     | 1–0 | 1–0 | –   | 1–0 |
| Vita       | 3–0 | 2–1 | 1–0 | –   |

### Grupo B
| Clube           | pld | V | E | D | GF | GS | SG | Pts |
| --------------- | --- | - | - | - | -- | -- | -- | --- |
| Stade Malien    | 6   | 2 | 3 | 1 | 5  | 3  | +2 | 9   |
| Bayelsa United  | 6   | 3 | 0 | 3 | 9  | 6  | +3 | 9   |
| 1° de Agosto    | 6   | 2 | 2 | 2 | 5  | 10 | −5 | 8   |
| Haras El Hodood | 6   | 2 | 1 | 3 | 7  | 7  | 0  | 7   |

|                 | BAY | HAR | PRI | STA |
| --------------- | --- | --- | --- | --- |
| Bayelsa United  | –   | 2–0 | 4–0 | 1–2 |
| Haras El Hodood | 1–0 | –   | 5–1 | 1–1 |
| 1° de Agosto    | 3–1 | 1–0 | –   | 0–0 |
| Stade Malien    | 0–1 | 2–0 | 0–0 | –   |

## Semi-finais
Os jogos de ida acontecerão de 2-4 de outubro, e os jogos de volta 16-18 de outubro
| Equipe 1       | Total | Equipe 2     | 1.º jogo | 2.º jogo |
| -------------- | ----- | ------------ | -------- | -------- |
| Bayelsa United | 1 - 2 | ES Sétif     | 1–1      | 0 - 1    |
| ENPPI          | 4 - 6 | Stade Malien | 2–2      | 2 - 4    |

| 3 de Outubro | Bayelsa United | 1 - 1 | ES Sétif |                              |
|              |                |       |          | Árbitro: UGA Muhmed Ssegonga |

| 16 de Outubro | ES Sétif | 1 - 0 | Bayelsa United |                            |
|               |          |       |                | Árbitro: KEN Alfred Ndinya |

| 3 de Outubro | ENPPI | 2 - 2 | Stade Malien |                                      |
|              |       |       |              | Árbitro: MRI Rajindraparsad Seechurn |

| 18 de Outubro | Stade Malien | 4 - 2 | ENPPI |                               |
|               |              |       |       | Árbitro: ZAM Wellington Kaoma |

## Finais
| 29 de Novembro | Sétifienne    | 2 - 0 | Stade Malien | Stade 8 Mai 1945, Sétif                     |
|                | Ziaya 15' 80' |       |              | Público: 25,000 Árbitro: RSA Daniel Bennett |

| 5 de Dezembro | Stade Malien                            | 2 - 0 | Sétifienne | Stade Modibo Keïta, Bamako                |
|               | B. Coulibaly 53' Bagayoko 55' (Pênalti) |       |            | Público: 35,000 Árbitro: SEY Eddy Maillet |

|                                        |       | Penalidades                         |  |
| Issiaka M. Coulibaly Kone B. Coulibaly | 3 – 2 | Belkaïd Yekhlef Diss Seguer Djediat |  |

### Agregado
| Equipe 1     | Resultado    | Equipe 2   |
| ------------ | ------------ | ---------- |
| Stade Malien | 2 - 2 (3-2p) | Sétifienne |

## Campeão
| Copa das Confederações da CAF    |
| Stade Malien                     |
| -------------------------------- |
| Stade Malien Campeão (1º título) |
| técnico - Djibril Dramé          |